# Mookhoek
Mookhoek is een klein dorp of een buurtschap in de gemeente Hoeksche Waard in Zuid-Holland. Mookhoek bestaat uit een kern van enkele straten en lintbebouwing langs de gelijknamige dijk. Mookhoek ligt ongeveer 2,5 kilometer ten noordoosten van Strijen. Op 1 januari 2014 telde Mookhoek 459 inwoners.
De bebouwing van Mookhoek sluit aan op die van de buurtschap Schenkeldijk, die er dwars op ligt. 

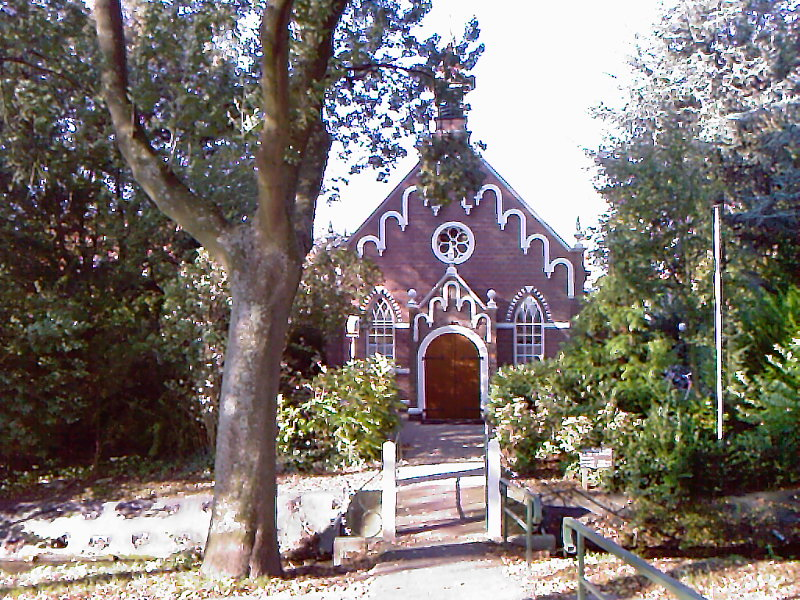
Kerkje van Mookhoek
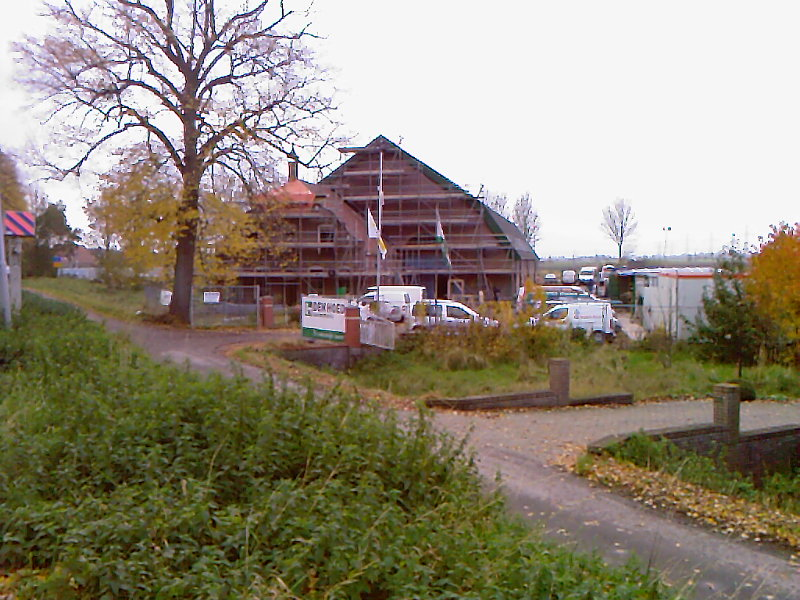
Boerderij "De Lindehoeve" in restauratie